# Aknīste socken
Aknīste socken (lettiska: Aknīstes pagasts) är ett administrativt område i Aknīste kommun i Lettland.